# Gur-Emir

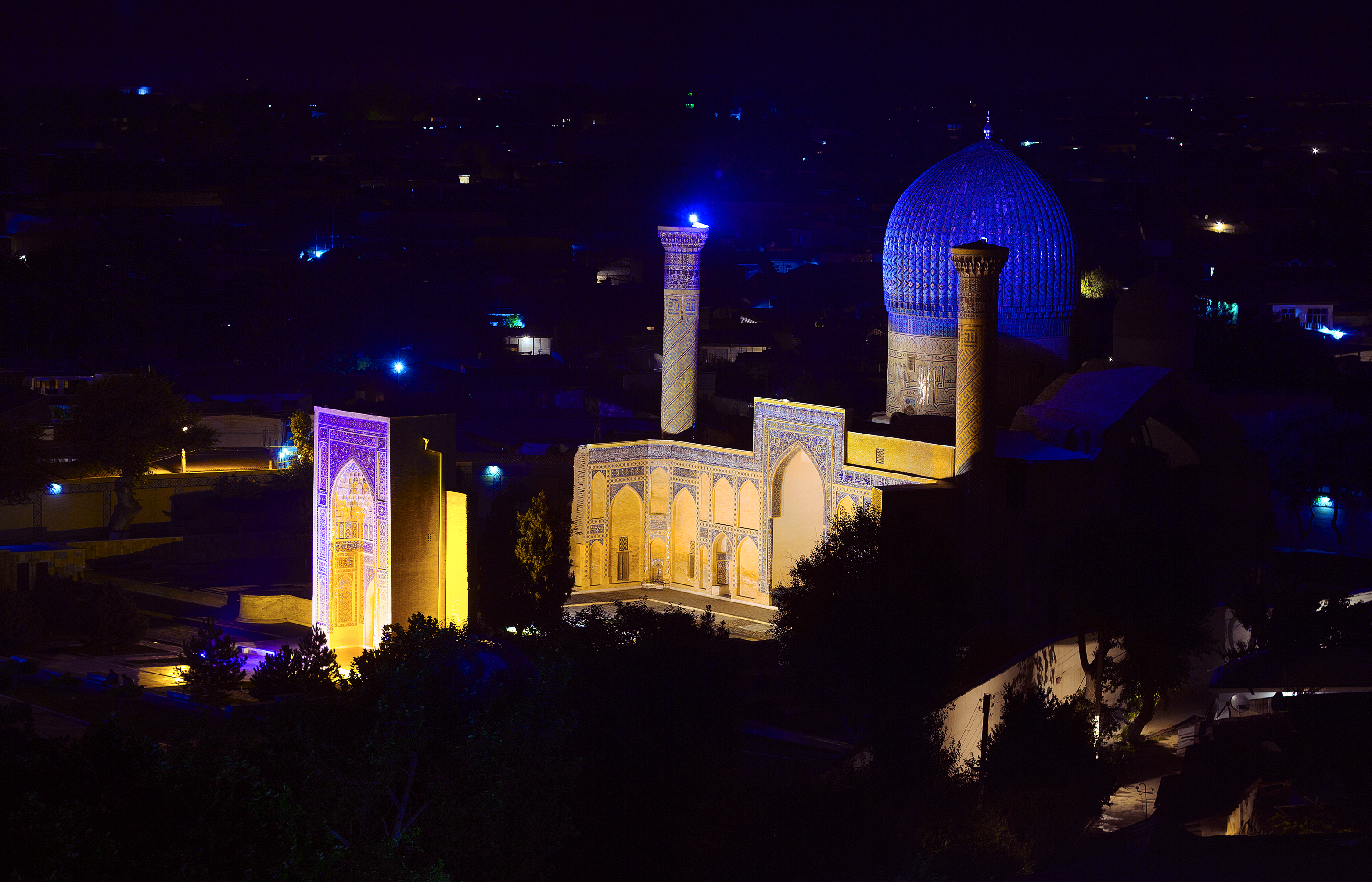
Gur Emir (2015)

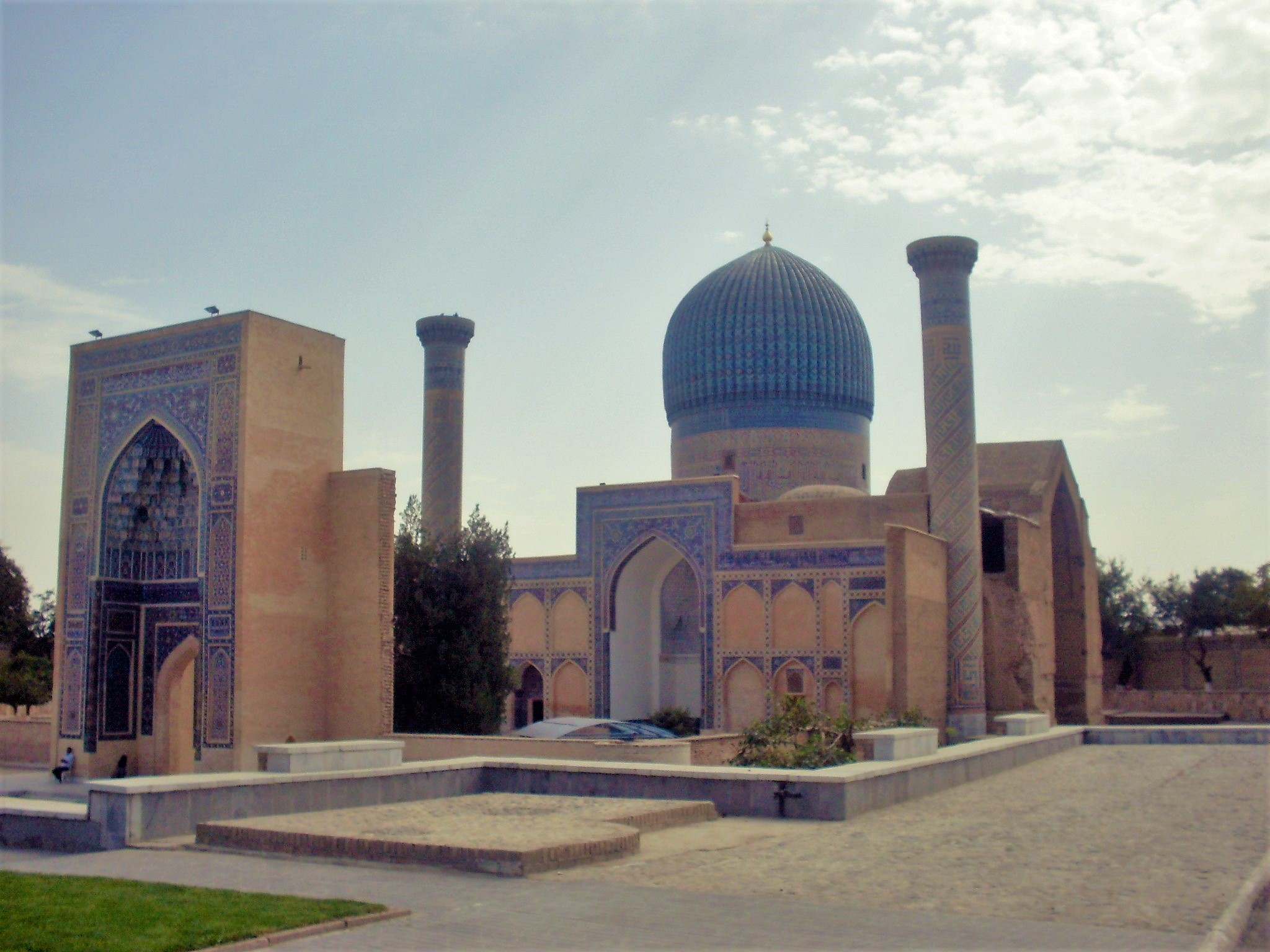
Gur Emir (2009)

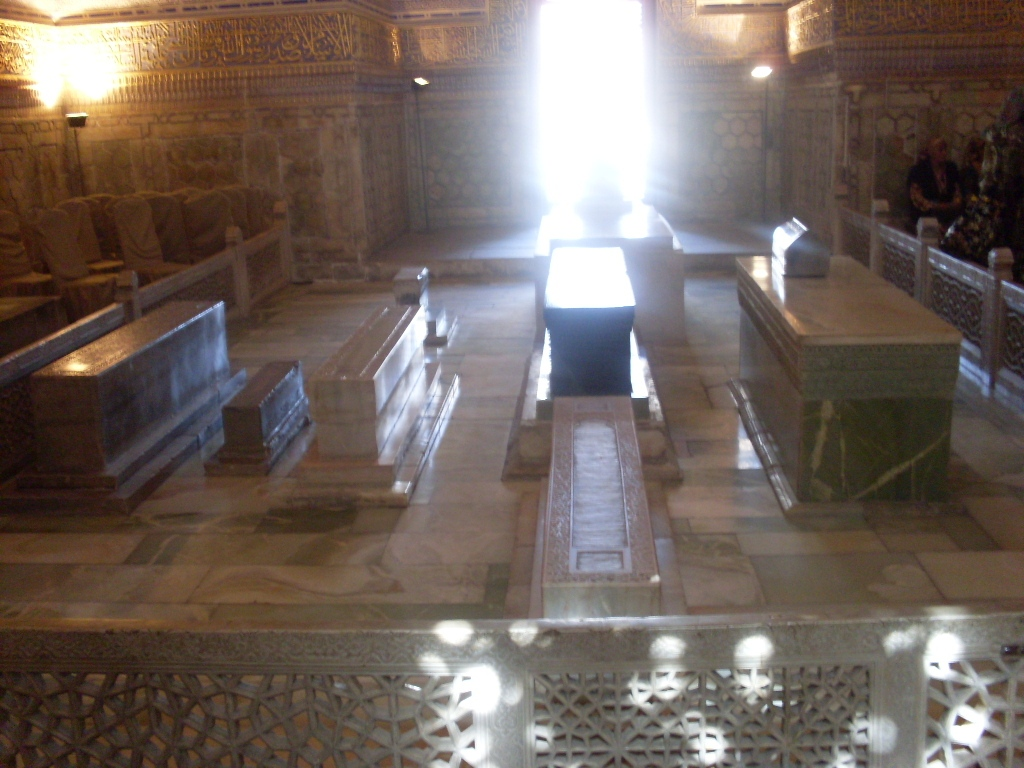
Gur Emir (2009)

Gur Emir är ett mausoleum beläget i utkanten av Samarkand i dagens Uzbekistan. Det är gravplats åt Timur Lenk, två söner och två sonsöner till honom (däribland Ulug Bek). Byggnaden, upprättad 1404, är ett fantastiskt exempel på påkostad arkitektur från sin tid, men kan ändå uppfattas som blygsam för att vara grav åt Timur Lenk. Det beror delvis på att endast porten återstår av den madrasa som en gång stod framför mausoleet.